# Canh Nậu, Thạch Thất
Canh Nậu là một xã thuộc huyện Thạch Thất, thành phố Hà Nội, Việt Nam.

## Địa lý - Hành chính
Xã nằm về phía Nam huyện Thạch Thất. Phía Bắc giáp xã Hương Ngải; phía Nam giáp xã Dị Nậu; phía Đông giáp xã Tam Hiệp (huyện Phúc Thọ); phía Tây giáp xã Chàng Sơn. Xã có diện tích 5,06 km², dân số năm 2022 là 17.690 người, mật độ dân số đạt 3.496 người/km². Xã được phân thành 6 thôn đánh số thứ tự từ 1, 2A, 2B, 3A, 3B và 4.

## Dân cư
Dân cư xã chủ yếu là Kinh, trong đó khoảng 99% theo đạo Phật còn một bộ phận nhỏ theo đạo Thiên Chúa.
Diện tích khu dân cư khoảng 0,4 km², tập trung vào các xóm Cổng, xóm Tre, Xóm Gỗ, xóm Thượng, xóm Trung và xóm Ngòi (thôn 1); xóm Cổng, xóm Núi Trong, xóm Chiền, xóm Nội Ngòi, xóm Thanh Tiếu, xóm Dừa và xóm Điếm Đất (thôn 2); xóm Hạ, xóm Khế, xóm Chùa, xóm Đông, xóm Chéo, xóm Tây Thượng, xóm Tây Hạ, xóm Ngõ Trên, xóm Nội, xóm Ngoại, và xóm Bàn (thôn 3); xóm Đông, xóm Tây, xóm Vũng, xóm Chùa, xóm Trại, và xóm Muống (thôn 4). Diện tích đất canh tác xấp xỉ 3,67 km²(2000).
Xã Canh Nậu là một xã đông dân thứ 2 ở huyện Thạch Thất, chỉ sau xã Hữu Bằng. Toàn xã có 52 chi họ, trong đó có 39 chi họ Nguyễn, 5 chi họ Đỗ, 3 chi họ Vũ, ngoài ra có các chi họ Đặng, Lê, Bùi, Trần, Trịnh...

## Lịch sử
Nguyên khai, Canh Nậu ngày nay là một vùng đất gồm những gò đống không cao, phía dưới là những bãi trũng, lầy, cỏ dại lau lạch, các ngòi rãnh nước chằng chịt. Trải qua nhiều thế kỉ khai phá, người dân đã tạo nên những cách đồng, những khu ruộng bằng phẳng, lập thành làng. Canh Nậu xưa có tên Nôm gọi là kẻ Núc, sau đặt tên tự là Canh Nậu với nghĩa CANH (畊) là "cày", NẬU (耨) là "bừa", hàm ý chỉ làng quê lấy nghề nông làm gốc.
Trước Cách mạng tháng 8, Canh Nậu là một xã thuộc tổng Hương Ngải, huyện Thạch Thất. Sau Cách mạng tháng 8, Canh Nậu được sáp nhập với các xã trong tổng Hương Ngải cũ gọi là khu, sau đổi tên thành xã, mang tên Hương Ngải. Đầu tháng 4 năm 1948, làng Hương Ngải được tách ra thành một xã riêng; còn 3 làng Canh Nậu, Dị Nậu, Bến Thôn lập thành 1 xã mới mang tên Lam Sơn.
Tháng 5 năm 1955, Canh Nậu lại được tách ra một lần nữa, tách khỏi Lam Sơn thành lập một xã riêng trở về với cái tên ban đầu là xã Canh Nậu.

## Kinh tế
Ngoài nghề nông cơ bản, Canh Nậu còn được biết đến như một làng nghề Mộc tiêu biểu, với các sản phẩm mộc, chạm truyền thống như tủ chè, tràng kỷ, sập, phản, giường, cầu thang, đồ thờ, đồ gỗ nội thất, nghề thợ xây, thợ sắt...